# Walentyna
Walentyna – imię pochodzenia łacińskiego, żeński odpowiednik imienia Walenty, Walentyn.
W XXI wieku imię stosunkowo rzadkie. W styczniu 2024 r. w rejestrze PESEL, wśród publicznie dostępnych danych dotyczących osób żyjących, wykazano 5852 kobiet o imieniu Walentyna nadanym jako imię pierwsze. Imię straciło na popularności, w 2008 roku nosiły je 15433 kobiety w Polsce, spośród których 80 procent urodziło się w pierwszej połowie XX wieku.
Walentyna imieniny obchodzi:
- 25 lipca[5][3][6][7] (na pamiątkę św. Walentyny z Palestyny)
- 24 października (na pamiątkę św. Walentyny z Segowii, zm. ok. 715).

## Kobiety o imieniu Walentyna
- Valentina Tronel – francuska piosenkarka
- Valentina Vezzali – włoska florecistka, mistrzyni olimpijska
- Walentina Borisienko – radziecka szachistka
- Walentina Grizodubowa – radziecka pilotka, pułkownik lotnictwa
- Walentina Matwijenko – rosyjska politykini
- Walentina Safronowa – radziecka partyzantka
- Walentyna Szlader – polska aktorka teatralna
- Walentina Tierieszkowa – radziecka kosmonautka, pierwsza kobieta w kosmosie
- Walentyna Najdus-Smolar – polska historyk ruchu robotniczego.